# Klaas Willig
Klaas Willig (Ter Aar, 11 september 1868 – Arnhem, 9 juli 1941) was een Nederlands biljarter. Hij nam in de seizoenen 1924–1925 en 1925–1926 deel aan het Nederlands kampioenschap ankerkader 45/2 in de ereklasse.
Hij was zoon van veehouder Simon Willig en Antje Beets uit Beemster.

## Titels
- Nederlands kampioen (3x):

Ankerkader 45/2: 2e klasse 1916–1917, 1917–1918, 1920–1921

## Deelname aan Nederlandse kampioenschappen in de Ereklasse
| Nr. | Kampioenschap     | Plaats    | Klassering | Alg. gemiddelde |
| --- | ----------------- | --------- | ---------- | --------------- |
| 1.  | AK 45/2 1924–1925 | Rotterdam | 5e         | 8,67            |
| 2.  | AK 45/2 1925–1926 | Amsterdam | 4e         | 9,28            |